# Szerkezeti anyagok
A mindennapi élet eszközeit, építményeit, a modern műszaki létesítmények vázát, térhatároló elemeit szerkezeti anyagokból hozzuk létre. Ezek szilárd anyagok, de sokféleségük és sokoldalú fölhasználási területük miatt nehéz egységes meghatározást adni rájuk, ezért a szerkezeti anyagokat inkább fölsorolják valamilyen kiválasztott szempont szerint választott leggyakoribb típusaikkal. Csoportosításukból néhányat ismertetünk az alábbiakban.

## A szerkezeti anyagok csoportosítása
A szerkezeti anyagok főbb csoportosításai az összetétel, a szerkezet, és az összetettség szerinti, de számos más csoportosítás is létezik.

### Összetétel szerint
- fémek
  - vasalapú fémek
  - könnyűfémek
  - nehézfémek
- szilikátok
  - építőipari anyagok
  - kerámiaipari anyagok
  - üvegek
- szénláncú anyagok
  - természetes eredetű szénláncú anyagok (pl. fa, bambusz)
  - műanyagok

### Belső mikroszerkezetük szerint
Újabb csoportosítás lehet az anyagok mikroszerkezete alapján a kristályos, üveges, vagy polimeres szerkezetű anyagok köre.
A kristályos anyagok széles köre ismert, de a hétköznapi életben gyakran nem fedezhető fel a kristályos szerkezet, mivel az csak mikroszkóp alatt, a porszemcsékben látható. Például a háztartásban felhasznált gipsz is ilyen kristályos anyag. A kristálycukornak, vagy a sónak a kristályos szerkezet szabad szemmel is megfigyelhető.
Ugyanez vonatkozik az üveges szerkezetre is. A nagy méretű üveges testek anyagán szabad szemmel is megfigyelhető az áttetsző, üveges szerkezet. Számos porkészítmény is lehet azonban üveges. Az egyik holdi talajtípus, a narancs színű talaj például üveggömböcskékből áll, ezt azonban csak mikroszkópban fedezhetjük föl.

### Egyszerű és összetett anyaguk alapján
Bővíti a szerkezeti anyagok felosztását, ha az összetettségüket is számba vesszük. Ennek alapján lehetnek egyszerűek, egyneműek, és összetettek.
Az összetettek körében ma már különleges jelentőséggel bírnak a kompozitanyagok. Leggyakrabban szálerősítéses formában találjuk őket műszaki tárgyainkban. Legismertebbek a vasbeton, az üvegszálas műanyagok, de régi alkalmazásuk a vályogfal, melyben szálas anyag erősíti az agyagot, és a viasszal átitatott és így vízhatlanná tett vászon is.

## Külső hivatkozások
- Egy szerkezetianyag-csoportosítás Archiválva 2011. október 16-i dátummal a Wayback Machine-ben
- Dr. Kisfaludy Antal - Réger Mihály - Tóth László. Szerkezeti Anyagok I. Mérnöki anyagtudomány.